# Liste der Naturschutzgebiete im Landkreis Spree-Neiße
Im Brandenburger Landkreis Spree-Neiße gibt es 22 Naturschutzgebiete (Stand Februar 2017).
| Name des Gebietes                            | Bild           | Kennung | WDPA      | Landkreis / Stadt     | Beschreibung / Bemerkungen | Standort | Fläche in Hektar | Datum der Verordnung |
| -------------------------------------------- | -------------- | ------- | --------- | --------------------- | -------------------------- | -------- | ---------------- | -------------------- |
| Calpenzmoor                                  |                | 1287    | 329317    | Landkreis Spree-Neiße |                            | Position | 134,25           | 25.06.2004           |
| Euloer Bruch                                 |                | 1317    | 163009    | Landkreis Spree-Neiße |                            | Position | 79,85            | 26.03.1981           |
| Faltenbogen südlich Döbern                   |                | 1351    | 163025    | Landkreis Spree-Neiße |                            | Position | 93,32            | 02.10.1992           |
| Fasanerie Bohsdorf                           |                | 1345    | 163026    | Landkreis Spree-Neiße |                            | Position | 19,46            | 01.10.1992           |
| Feuchtwiesen Atterwasch                      |                | 1279    | 329372    | Landkreis Spree-Neiße |                            | Position | 192,96           | 09.10.2004           |
| Glinziger Teich- und Wiesengebiet            |                | 1455    | 555552557 | Landkreis Spree-Neiße |                            | Position | 287,92           | 27.11.2012           |
| Hispe                                        |                | 1332    | 163702    | Landkreis Spree-Neiße |                            | Position | 14,53            | 10.10.1995           |
| Koselmühlenfließ                             |                | 1323    | 378113    | Landkreis Spree-Neiße |                            | Position | 111,15           | 31.05.2006           |
| Kraynedr Teiche / Lutzketal                  |                | 1513    | 555560663 | Landkreis Spree-Neiße |                            | Position | 544,75           | 13.02.2013           |
| Luisensee                                    |                | 1339    | 164524    | Landkreis Spree-Neiße |                            | Position | 57,36            | 10.10.1995           |
| Pastlingsee                                  |                | 1462    | 318932    | Landkreis Spree-Neiße |                            | Position | 61,21            | 18.10.2003           |
| Pinnower Läuche und Tauersche Eichen         | weitere Bilder | 1460    | 318945    | Landkreis Spree-Neiße |                            | Position | 1531,4           | 29.01.2003           |
| Preschener Mühlbusch                         |                | 1341    | 165036    | Landkreis Spree-Neiße |                            | Position | 23,87            | 26.03.1981           |
| Putgolla                                     |                | 1322    | 318957    | Landkreis Spree-Neiße |                            | Position | 64,26            | 29.06.2001           |
| Reuthener Moor                               |                | 1354    | 165148    | Landkreis Spree-Neiße |                            | Position | 95,52            | 30.09.1992           |
| Schwarze Grube                               |                | 1353    | 165497    | Landkreis Spree-Neiße |                            | Position | 4,06             | 26.03.1981           |
| Serghen-Kthlower Teich- und Wiesenlandschaft |                | 1328    | 165560    | Landkreis Spree-Neiße |                            | Position | 683,9            | 22.02.2013           |
| Talsperre Spremberg                          | weitere Bilder | 1338    | 319196    | Landkreis Spree-Neiße |                            | Position | 985,54           | 11.09.2004           |
| Tannenwald                                   |                | 1296    | 165830    | Landkreis Spree-Neiße |                            | Position | 21,26            | 26.03.1981           |
| Tuschensee                                   |                | 1461    | 319230    | Landkreis Spree-Neiße |                            | Position | 22,24            | 20.06.2001           |
| Zerna                                        |                | 1357    | 166403    | Landkreis Spree-Neiße |                            | Position | 17,08            | 26.03.1981           |
| Zschornoer Wald                              |                | 1466    | 319370    | Landkreis Spree-Neiße |                            | Position | 627,03           | 13.05.2002           |